# بارس، دوردون
بارس (به فرانسوی: Bars) یک کمون (فرانسه) در فرانسه است که در canton of Thenon واقع شده‌است. بارس ۲۲٫۵۸ کیلومتر مربع مساحت دارد.